# Altinho
Altinho is een gemeente in de Braziliaanse deelstaat Pernambuco. De gemeente telt 22.427 inwoners (schatting 2009).
De gemeente grenst aan Caruaru, São Caetano, Ibirajuba, Panelas, Cupira, Agrestina en Cachoeirinha.